# Conophytum longibracteatum
Conophytum longibracteatum är en isörtsväxtart som beskrevs av L. Bol.. Conophytum longibracteatum ingår i släktet Conophytum, och familjen isörtsväxter. Inga underarter finns listade i Catalogue of Life.